# Герцогство Крумловское

Герб герцогства в составе герба Эггенбергов.

Герцогство Крумловское (чеш. Vévodství Krumlovské) — титульное герцогство Чешского королевства с центром в городе Чески-Крумлов, учреждённое в 1628 году королём Чехии Фердинандом II на базе южночешских владений Ганса Ульриха фон Эггенберга. В 1841 году территория герцогства составляла 870 км², на ней проживало около 45 000 жителей.
Гербом герцогства стали пять рожмберкских червленых пятилистных роз, расположенных на серебряном щите по схеме 2:1:2. Червлёно-серебряный намёт состоял из нашлемника с серебряной орлицей, на которой располагались пять червленых пятилистных роз. Этот герб использовался только крумловскими герцогами из рода Эггенбергов (1628—1719). При даровании титула князю Адаму Францу цу Шварценбергу в 1723 году королём Карелом II право на использование герба даровано не было.
Герцогство было ликвидировано вместе со всеми дворянскими титулами и владениями после провозглашения Чехословацкой республики в 1918 году. В настоящее время претендентом на титул герцога Крумловского является известный чешский политик князь Карел Шварценберг.

## Герцоги Крумловские
- 1628—1634 гг. Ганс Ульрих фон Эггенберг
- 1634—1649 гг. Иоганн Антон I фон Эггенберг, сын предыдущего;
- 1649—1710 гг. Иоганн Кристиан I фон Эггенберг, сын предыдущего;
- 1710—1713 гг. Иоганн Сейфрид фон Эггенберг, брат предыдущего;
- 1713—1716 гг. Иоганн Антон II фон Эггенберг, сын предыдущего;
- 1716—1717 гг. Иоганн Кристиан II фон Эггенберг, сын предыдущего;
- 1717—1719 гг. Мария Эрнестина фон Эггенберг
- 1723—1732 гг. Адам Франц цу Шварценберг
- 1732—1782 гг. Иосиф I Адам цу Шварценберг
- 1782—1789 гг. Иоганн I Непомук цу Шварценберг
- 1789—1833 гг. Иосиф II цу Шварценберг
- 1833—1888 гг. Иоганн Адольф II цу Шварценберг
- 1888—1914 гг. Адольф Иосиф цу Шварценберг
- 1914—1938 гг. Иоганн II Непомук цу Шварценберг, с 1918 года — претендент;
- 1938—1950 гг. Адольф Шварценберг
- 1950—1979 гг. Генрих Шварценберг
- 1979—2023 гг. Карел Шварценберг
- с 2023 года Иоганн Непомук III Шварценберг